# شاهزاده (فیلم)
شاهزاده (انگلیسی: The Rajah) یک فیلم کمدی صامت کوتاه به کارگردانی هال روچ است که در سال ۱۹۱۹ منتشر شد.

## بازیگران
- هارولد لوید
- اسناب پالرد
- ببه دنیلز
- سمی بروکس
- لایج کانلی
- دی لمپتون
- ماری موسکینی
- فرد سی. نیومیر
- چارلز استیونسون
- نوآ یانگ